# Повітряна операція на Азовсталь

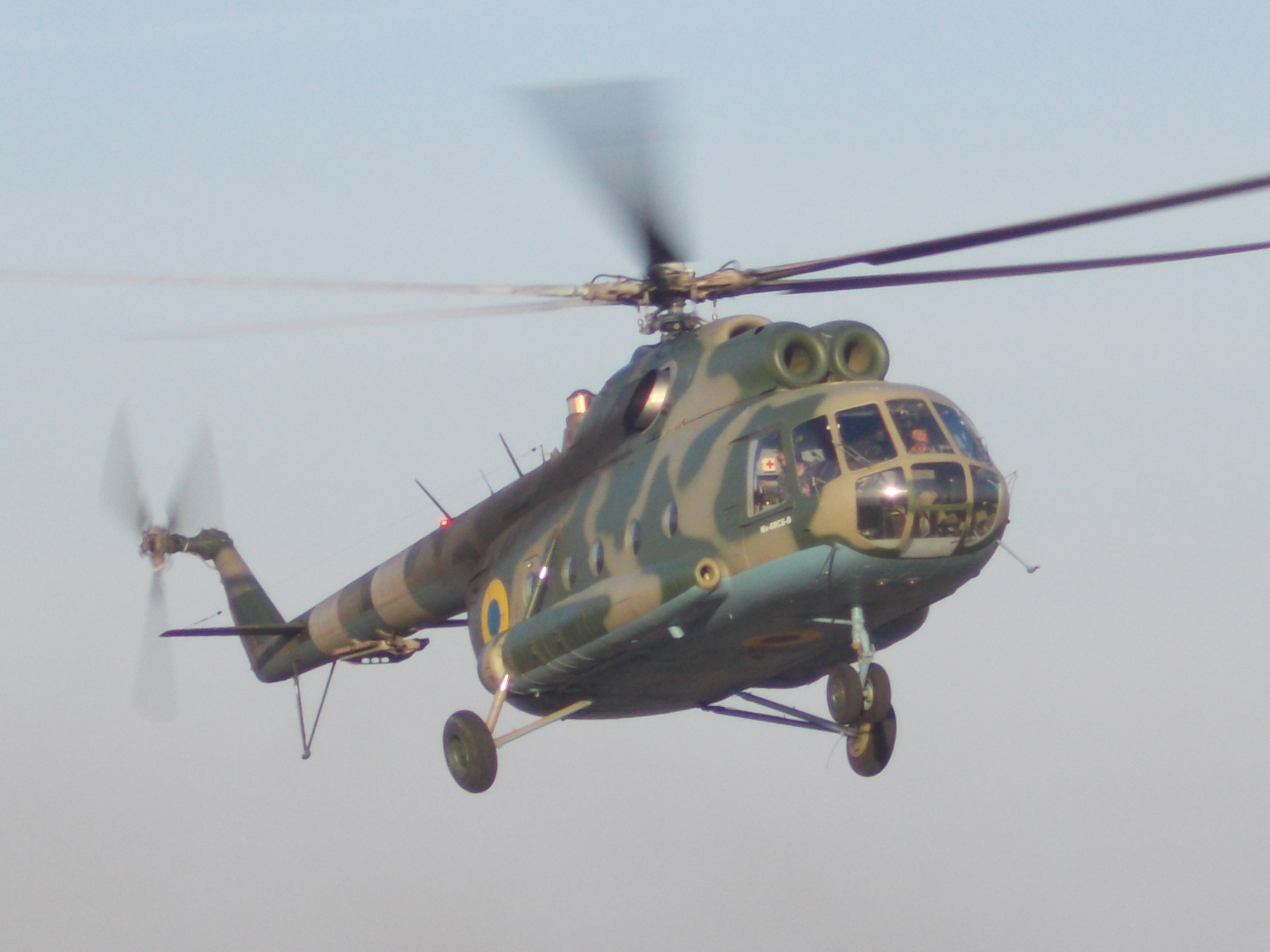
Операція виконувалась на вертольотах типу Мі-8

Повітряна операція на Азовсталь — серія польотів, які здійснювали українські ВПС за підтримки ГУР в оточені Маріуполь (зокрема, завод «Азовсталь») під час облоги Маріуполя російськими військами впродовж березня — травня 2022 року. Метою операції були забезпечення повітряного моста для постачання боєприпасів і медикаментів та евакуація важкопоранених.

## Перебіг подій
Починаючи з 1 березня 2022 року місто перебувало в оточенні російськими військами. За місто велися серйозні бої, українські солдати, що знаходились в місті, одразу почали отримувати велику кількість поранених, для їх евакуації, а також для забезпечення бійців боєздатними, підмогою та медикаментами, ГУР організувало повітряну операцію. 
Для доставки всіх необхідних вантажів, екіпажам доводилось летіти приблизно на 100 кілометрів вглиб захопленої території яка охоронялась ворожими силами ППО.
За словами начальника ГУР Кирила Буданова, було задіяно 16 вертольотів типу Мі-8, а загалом було здійснено 7 менших операцій.
Перші свідчення про цю операцію з'явилися 20 травня коли президент України Володимир Зеленський розповів про пілотів, що літали в Маріуполь та доставляли туди все необхідне для оборони.
31 травня у мережі саме з'явилося відео польотів українських пілотів.

## Втрати
Того ж 20 травня Володимир Зеленський заявив, що назад не поверталось близько 90% пілотів.